# تل تاروت
تل تاروت أو صوان ديرة هي منطقة أثرية تاريخية تقع بالقرب من تاروت شرق المملكة العربية السعودية. ويعود استيطان الموقع إلى فترة العبيد.

## نظرة عامة
تشهد الدلائل الأثرية على أن هناك استيطانًا حدث في الجزيرة العربية خلال الألف الثالث قبل الميلاد٬ حيث اكتشفت عدة مواقع في شرق الجزيرة العربية٬ ترجع إلى تلك الفترة وتحتوي على آثار معمارية، فالتنقيبات الأثرية المحدودة في تل تاروت مثلاً في وسط المدينة الحالية أثبتت أن الاستيطان بدأ فيه منذ فترة العُبيد في الألف الخامس قبل الميلاد٬ واستمر ذلك الاستيطان حتى الألف الثالث قبل الميلاد٬ وبذلك فهو يمثل أقدم موقع مدينة في الجزيرة العربية. كما أن صغر المساحة التي يشغلها التل والمبنى البارز فيه جعل أحد الباحثين في الآثار يفترض أن تاروت كانت أكبر من مجرد قرية.

## الوصف
يتضح من المسوحات الميدانية أن تل تاروت الأثري الذي شيدت في قمته قلعة تاروت يتكون من خليط من الطين والأتربة٬ وقطع الحجارة الجيرية الضخمة٬ ويبدو واضحًا للعيان أساسات مباني قديمة تعود إلى الألف الثالث قبل الميلاد تحت أساسات القلعة٬ وتتمثل في مجموعة من قطع الحجارة المتراصة والمصقولة٬ ما يدل على أنها جزء من مبنى قديم أو عدة مبان قديمة٬ ويوجد إلى جوار هذا المبنى نبع ماء عميق يتصل بقناة تؤدي إلى بركة مكشوفة مبنية من الحجارة أيضًا. وقد رجّح بعض الباحثين أن يكون هذا المبنى هيكلاً للمعبودة الفينيقية
عشتار (عشتاروت) التي يعتقد أغلبهم أن اسم المدينة تاروت مشتق من اسمها.